# Midecamicină
Midecamicina este un antibiotic din clasa macrolidelor care a fost utilizat în tratamentul unor infecții bacteriene.